# سيدي العايدي
سيدي العايدي قرية مغربية توجد جنوب مدينة الدار البيضاء. تنتمي سيدي العايدي لإقليم سطات وتضم 13.273 نسمة (إحصاء 2004).